# Entoloma opacum
Entoloma opacum är en svampart som beskrevs av Noordel. 1987. Entoloma opacum ingår i släktet Entoloma och familjen Entolomataceae.   Inga underarter finns listade i Catalogue of Life.